# Сотниковское сельское поселение
Се́льское поселе́ние «Сотниковское» (бур. Сотниковын hомон) — муниципальное образование в Иволгинском районе Бурятии Российской Федерации.
Административный центр — село Сотниково.

## История
Статус и границы сельского поселения установлены Законом Республики Бурятия от 31 декабря 2004 года № 985-III «Об установлении границ, образовании и наделении статусом муниципальных образований в Республике Бурятия».

## Население
| 2002  | 2011    | 2012    | 2013    | 2014    | 2015    | 2016    |
| ----- | ------- | ------- | ------- | ------- | ------- | ------- |
| 4874  | ↗6766   | ↗6893   | ↗7213   | ↗7588   | ↗8082   | ↗8741   |
| 2017  | 2018    | 2019    | 2020    | 2021    | 2023    | 2024    |
| ↗9561 | ↗10 043 | ↗10 581 | ↗10 995 | ↗11 267 | ↗11 770 | ↗12 171 |

## Состав сельского поселения
| № | Населённый пункт | Тип населённого пункта       | Население |
| - | ---------------- | ---------------------------- | --------- |
| 1 | Ошурково         | село                         | ↘396      |
| 2 | Сотниково        | село, административный центр | ↗10 871   |